# Faouzi Aaish
Faouzi Mubarak Aaish (arabe : فوزي مبارك عايش) (né le 27 février 1985 à Casablanca au Maroc) est un joueur de football international bahreïni d'origine marocaine, qui évolue au poste de milieu de terrain.

## Biographie

### Carrière en sélection
Avec l'équipe de Bahreïn, il dispute 51 matchs (pour 6 buts inscrits) depuis 2005. Il figure notamment dans le groupe des sélectionnés lors des Coupe d'Asie des nations de 2007 et de 2011.